# Chiara Rebagliati
Chiara Rebagliati (Savona, 23 gennaio 1997) è un'arciera italiana.

## Biografia
Ha iniziato a praticare il tiro con l'arco all'età di dieci anni. Studia Giurisprudenza presso l'Università degli Studi dell'Insubria.
Nel 2012 vince il Campionato Italiano Targa come Allieva, nel 2016 e 2017 vince il Campionato Italia Campagna come Junior, nel 2019 vince il Campionato Italiano Indoor con il miglior punteggio assoluto.
Dal 2015 fa parte della Squadra Nazionale Targa e Campagna.
Nel 2015 vince il bronzo a squadre nel Campionato Europeo Indoor di Koper e vince l'argento individuale a Rzesnow nel Campionato Europeo Campagna.
Diventa Campionessa Mondiale Juniores individuale ed a squadre nella specialità Tiro di Campagna a Dublino nel 2016.
Nel 2019 l’Italia femminile torna sul gradino più alto del podio, a Berlino, a dieci anni di distanza dalla precedente vittoria in World Cup: insieme a Tanya Giada Giaccheri ed Elena Tonetta, vince per 5-1 la finale contro le tedesche Kroppen, Richter e Unruh. Nello stesso anno partecipa alle Universiadi Estive di Napoli.
Ha rappresentato l'Italia ai Giochi olimpici estivi di Tokyo 2020, dove si è classificata 17ª nell'individuale, 7ª nella gara a squadre femminile e 9ª nella gara a squadre mista.
Nel 2021 a Porec vince l'oro individuale ed a squadre nel Campionato Europeo Campagna, nel 2022 a Plovdiv vince l'oro individuale ed a squadre nell'European Grand Prix ed a Birmingham (USA) vince l'oro nella sfida tra le migliori 12 arciere del mondo durante i World Games.
Ai Giochi del Mediterraneo di Orano 2022 ha ottenuto la medaglia d'argento nella prova a squadre con Tatiana Andreoli e Lucilla Boari.
Nel 2022 vince l'oro individuale, a squadre e mixed team nel Yankton 2022 World archery field championships.
Nel 2024 vince     individuale alla Veronica's Cup 2024
È Giovane Testimonial UNVS (Unione Nazionale Veterani dello Sport)
È diventata allenatrice nel 2022.
Premiata come migliore atleta femminile del biennio 2021-2022 durante l'Assemblea Nazionale FITARCO del 5 marzo 2023.
Ai Giochi europei di Cracovia e Piccola Polonia 2023, ha ottenuto la medaglia di bronzo nell'individuale, alle spalle della britannica Penny Healey e della spagnola Elia Canales ed ha conquistato un pass olimpico individuale per l'Italia a Parigi 2024.
Al Kahraman Bagatir Spring Arrows Tournament - Antalya, nel 2024 conquista il Bronzo individuale e l'Oro Mixed Team.
Ha rappresentato l'Italia ai Giochi olimpici estivi di Parigi 2024, dove si è classificata 17ª nell'individuale,  e 5ª nella gara a squadre mista.
Ha vinto la finale del JVD open 2024 di Eindhoven dopo essere stata seconda in qualifica per gli ori, dopo Lucilla Boari.

## Palmarès

### Campionati Mondiali
- 2016 - Dublino - Oro individuale e oro a squadre
- 2022 - Yankton - Oro individuale, oro a squadre e oro mixed team
- 2024 - Lac La Biche - Bronzo individuale

### World Games
- 2022 - Birmingham (USA) - Oro individuale
- 2025 - Chengdu (CHN) - Argento individuale

### World Cup
- 2019 - Roma - Bronzo a squadre
- 2019 - Berlino - Oro a squadre
- 2021 - Losanna - Oro a squadre

### Veronica's Cup
- 2024 - Kamnik - ORO individuale - BRONZO a squadre

### Grand Prix
- 2022 - Plovdiv - Oro individuale e a squadre
- 2025 - Arnhem - Bronzo individuale e argento a squadre

### Giochi del Mediterraneo
- 2022 - Oran - Argento a squadre

### European Games
- 2023 - Cracovia - Medaglia di Bronzo a squadre - Medaglia di Bronzo Individuale - Conquista pass per Olimpiadi Paris 2024

### Campionati Europei
- 2015 - Rzeszov - Oro a squadre - Argento individuale
- 2015 - Koper - Bronzo a squadre
- 2017 - Mokrice - Oro a squadre
- 2021 - Porec - Oro individuale - Oro a squadre
- 2024 - Essen - Migliora con Tatiana Andreoli e Lucilla Boari il record a squadre italiano per le squadre nazionali
- 2024 - Essen - Migliora con Mauro Nespoli il record italiano mixed team per squadre nazionali

### Campionati Italiani
- 2010 - Terni - Argento individuale
- 2012 - Cherasco - Oro individuale
- 2012 - Camigliatello Parco della Sila - Bronzo individuale
- 2013 - Castiglione Olona - Argento individuale
- 2014  - Rimini - Oro a squadre
- 2014 - Chieti - Oro a squadre
- 2014 - Casalgrande - Argento individuale
- 2015 - Lago Laceno - Bronzo individuale
- 2015 - Rimini - Oro individuale
- 2016 - Pinerolo - Oro individuale
- 2016 - Monte Argentario - Bronzo individuale
- 2017 - Cortina d'Ampezzo - Oro individuale
- 2017 - Oderzo - Oro a squadre - Oro a squadre assoluto - Bronzo Individuale assoluto - Bronzo mixed team
- 2018 - Rimini - Argento individuale - Oro a squadre -Argento a squadre assoluto
- 2018 - Pratoni di Vivaro - Argento individuale - Argento individuale assoluto
- 2018 - Bisceglie - Bronzo individuale - Bronzo individuale assoluto - Oro a squadre - Oro a squadre assoluto - Oro mixed team
- 2019 - Rimini - Oro Individuale - Argento individuale assoluto - Oro a squadre - Oro a squadre assoluto
- 2019 - Lignano Sabbiadoro - Oro a squadre - Oro es-aequo a squadre assoluto - Argento MIxed team
- 2019 - Santo Stefano in Aspromonte - Argento individuale - Argento assoluta
- 2020 - Rimini - Bronzo individuale - Argento individuale assoluto - Argento a squadre - Oro a squadre assoluto
- 2021 - Rimini - Oro a squadre - Bronzo assoluto
- 2021 - Bergamo - Bronzo individuale - Bronzo mixed team
- 2022 - Rimini - Oro a squadre - Oro a squadre assoluto
- 2022 - Oderzo - Bronzo individuale e Oro Mixed Team
- 2023 - Rimini - Oro individuale - Oro individuale assoluto - Bronzo di classe a squadre - Argento assoluto a squadre
- 2023 - Castel di Sangro - Argento di classe individuale - Oro Mixed team - Bronzo assoluto individuale
- 2023 - Seravezza - Oro di classe individuale - Oro assoluto mixed team - Argento assoluto individuale
- 2024 - Pordenone - Bronzo di classe individuale - Argento a squadre di classe - Bronzo assoluto a squadre
- 2024 - Camaiore - Argento di classe individuale - Argento di classe a squadre - Bronzo squadre mixed team - Bonzo individuale assoluto
- 2025 - Pordenone - Bronzo di classe individuale - Argento di classe a squadre - Oro individuale Assoluto
- 2025 - Rovereto - Argento di classe individuale.